# Thomas Hlavik
Thomas Hlavik, né en 1960, est un patineur artistique autrichien. Il est quadruple champion d'Autriche en 1982, 1983, 1984 et 1986.

## Biographie

### Carrière sportive
Thomas Hlavik se forme au club de sports de glace de Vienne, le Cottage Engelmann Verein. Il est quadruple champion d'Autriche en 1982, 1983, 1984 et 1986.
Il représente son pays à trois championnats du monde juniors (1979 à Augsbourg, 1980 à Megève et 1981 à London), cinq championnats européens (1982 à Lyon, 1983 à Dortmund, 1984 à Budapest, 1986 à Copenhague et 1987 à Sarajevo), quatre mondiaux seniors (1982 à Copenhague, 1983 à Helsinki, 1984 à Ottawa et 1986 à Genève). Il ne participe jamais aux Jeux olympiques d'hiver.
Il arrête les compétitions sportives après les championnats européens de 1987.

## Palmarès
| Compétitions principales      | 1979    | 1980    | 1981    | 1982    | 1983    | 1984    | 1985    | 1986    | 1987    |  |  |  |  |  |
| Jeux olympiques d'hiver       |         |         |         |         |         |         |         |         |         |  |  |  |  |  |
| Championnats du monde         |         |         |         | 20e     | 19e     | 17e     |         | 23e     |         |  |  |  |  |  |
| Championnats d'Europe         |         |         |         | 12e     | 13e     | 12e     |         | 15e     | 13e     |  |  |  |  |  |
| Championnats d'Autriche       |         |         |         | 1er     | 1er     | 1er     |         | 1er     |         |  |  |  |  |  |
| Championnats du monde juniors | 15e     | 18e     | 10e     |         |         |         |         |         |         |  |  |  |  |  |
|                               |         |         |         |         |         |         |         |         |         |  |  |  |  |  |
| Autres Compétitions           | 1978/79 | 1979/80 | 1980/81 | 1981/82 | 1982/83 | 1983/84 | 1984/85 | 1985/86 | 1986/87 |  |  |  |  |  |
| Skate America                 |         |         |         |         | 12e     | 10e     |         |         |         |  |  |  |  |  |
| Skate Canada                  |         |         |         |         |         | 11e     |         |         |         |  |  |  |  |  |
|                               |         |         |         |         |         |         |         |         |         |  |  |  |  |  |